# Tenguiz Tedoradze
Tenguiz Tedoradze (5 de julio de 1967) es un deportista georgiano que compitió en lucha grecorromana. Ganó una medalla de bronce en el Campeonato Mundial de Lucha de 1993 y una medalla de bronce en el Campeonato Europeo de Lucha de 1993.

## Palmarés internacional
| Campeonato Mundial | Campeonato Mundial | Campeonato Mundial | Campeonato Mundial |
| Año                | Lugar              | Medalla            | Categoría          |
| ------------------ | ------------------ | ------------------ | ------------------ |
| 1993               | Estocolmo (Suecia) | Medalla de bronce  | 90 kg              |
| Campeonato Europeo |                    |                    |                    |
| Año                | Lugar              | Medalla            | Categoría          |
| 1993               | Estambul (Turquía) | Medalla de bronce  | 100 kg             |